# Eu Cresci!
Eu Cresci! é o primeiro e único extended play da carreira da cantora e apresentadora Maisa. Após 5 anos sem lançar nada no mundo da música, Maisa lançou 5 faixas inéditas no iTunes Brasil no Spotify e na Google Play no dia 18 de dezembro de 2014 pelo selo "11:11 Produções Artísticas" e pela "Universal Music" A produção do EP ficou por conta de Otávio de Moraes, Maisa Silva juntamente com Dani Mônaco.
O primeiro single do álbum Eu Cresci alcançou o topo das paradas brasileiras. "Eu Cresci" tinha lançamento previsto para outubro de 2014, mas foi lançado como single em dezembro do mesmo ano, atingindo o pico da.
O EP entrou em venda no iTunes no mesmo dia em que o primeiro single foi lançado, e no mesmo dia alcançou o topo de vendas no Brasil e o segundo single do disco NheNheNhem ficou durante uma semana e 3 dias em primeiro lugar na parada de 100 Virais do Brasil no serviço de musica Spotify concorrendo com artistas como Anitta com o Single Deixa ele sofrer e Demi Lovato com a canção Cool For The Summer.

## Produção e gravação
Neste novo trabalho, Maisa surpreendeu a todos com sua maturidade na voz, desde seu primeiro trabalho Tudo que Me Vem na Cabeça (2009). Com regravações de canções de Ivete Sangalo, Ultraje a Rigor, além da participação da apresentadora Eliana, que já tinha faixas demos para o novo projeto, mais foram descartadas. Tendo seu primeiro álbum voltado totalmente ao público infantil. No novo EP, é possível ainda perceber que ele é voltado para o público que está na fase infanto-juvenil, mas ao mesmo tempo com pegada para o synthpop.
Após Maisa ter anunciado na rede social Facebook, que estaria querendo gravar um novo disco, Otávio de Moraes foi chamado pela empresaria da Jovem, para trabalhar com Maisa no projeto. A gravação decorreu no final de outubro de 2013 quando a cantora estava gravando a telenovela Carrossel até o final de janeiro de 2014. Maisa tinha escrito a faixa Amiga Até o Fim para um álbum no mesmo ano, então, Otávio de Moraes convenceu a jovem a lançar um EP em vez de um álbum. O projeto de cinco faixas foi produzido pelo Otávio de Moraes, já a imagem que estampa o disco, de frente e de trás, ficou a cargo da própria Maisa.

## Letra, temática e estilo
O álbum possui batidas estéreis, que mistura um estilo musical synthpop, rock e música pop tradicional americana. Em geral são canções leves, letras lentas e calmas, Maisa decidiu a ainda falar sobre a fase adolescente no novo projeto, tanto é que o single Eu Cresci mostra todo amadurecimento da Jovem nessa fase, de acordo com a própria Maisa o EP foi feito para infanto-juvenil.

## Faixas
| N.º            | Título              | Compositor(es)                 | Duração |  |
| 1.             | "NheNheNhem"        | Otávio de Moraes e Dani Mônaco | 2:53    |  |
| 2.             | "Eu Cresci"         | Moraes                         | 3:33    |  |
| 3.             | "Cabelo"            | Moraes                         | 3:05    |  |
| 4.             | "Amiga Até o Fim"   | Maisa Silva e Moraes           | 3:18    |  |
| 5.             | "Nada Mais Animais" | Moraes                         | 2:58    |  |
| Duração total: | Duração total:      | Duração total:                 | 18:00   |  |